# Giovanni Battista De Luca
Giovanni Battista De Luca (1614, Venosa – 5. února 1683, Řím) byl italský duchovní a významný odborník v oboru kanonického práva, který se stal kardinálem.

## Dílo
- Seznam děl v Souborném katalogu ČR, jejichž autorem nebo tématem je Giovanni Battista De Luca

Theatrum veritatis, 1758.

- Relatio Curiae Romanae (Cologne, 1683)
- Sacrae Rotae decisiones (Lyons, 1700)
- Annotationes praticae ad S. Conciluim Tridentinum (Cologne, 1684).
- Theatrum veritatis et justitiae (19 sv., 1669–77; 12 sv., Cologne, 1689–99);

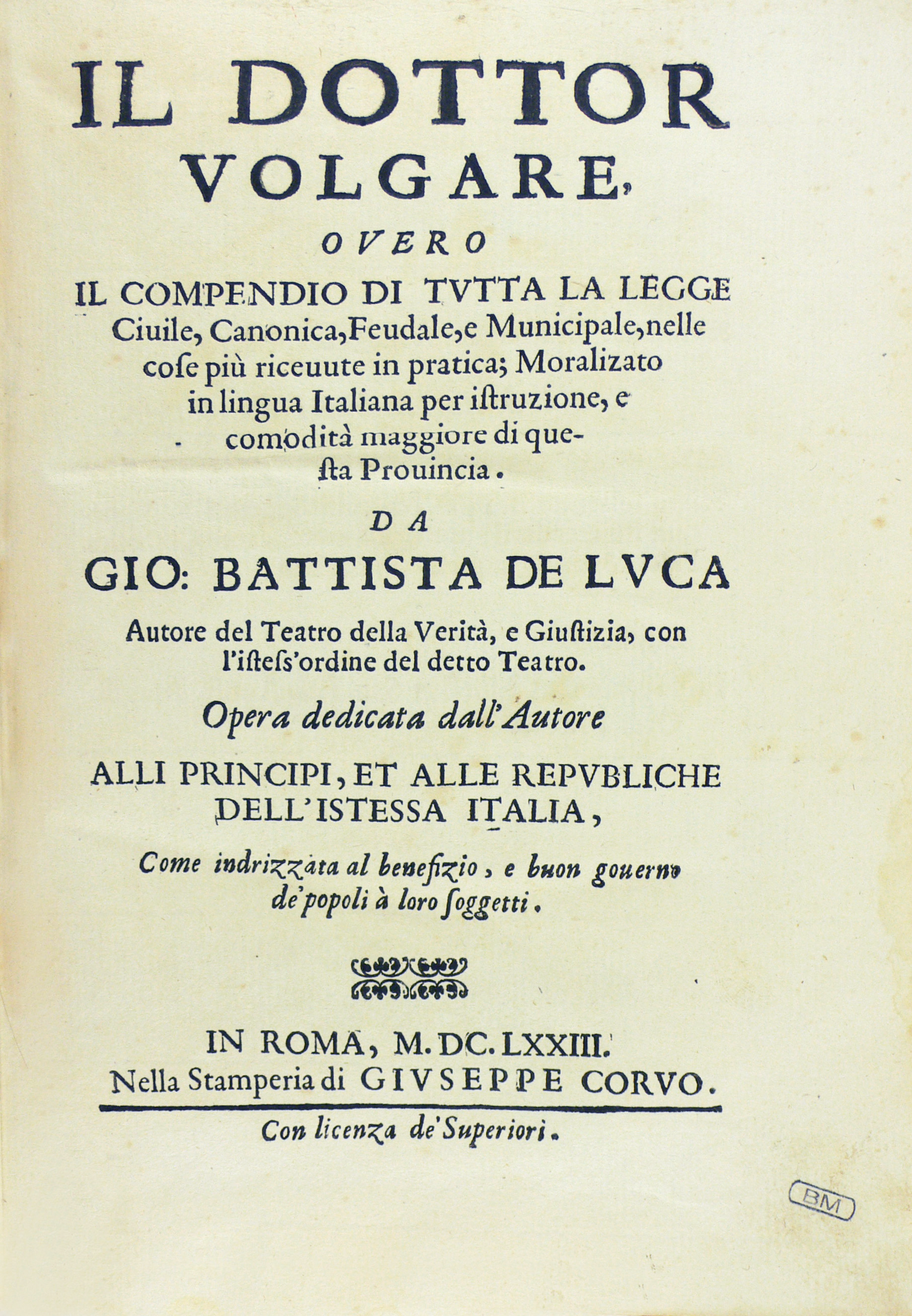
Il dottor volgare, 1673
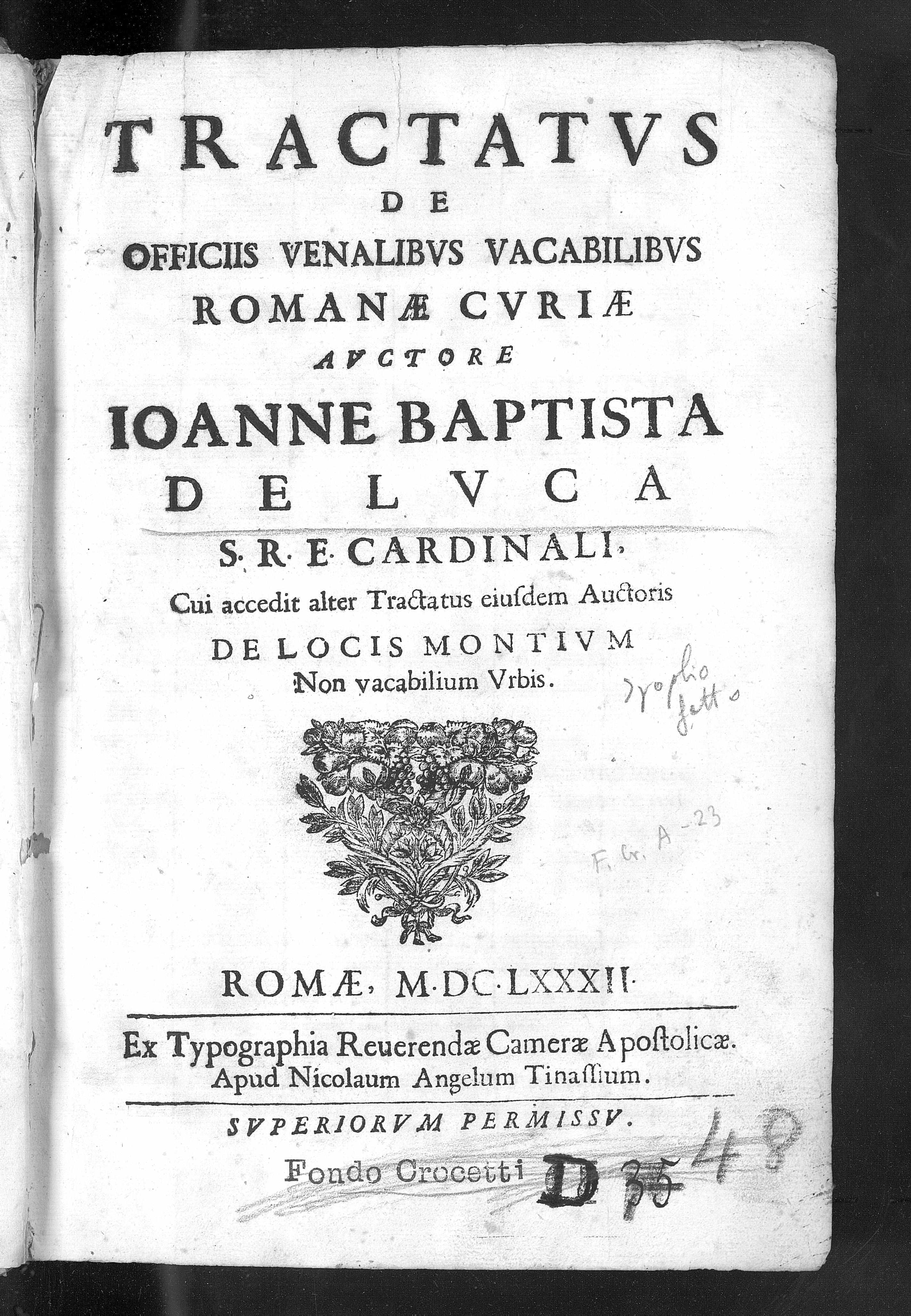
De officiis venalibus vacabilibus Romanae Curiae, 1682
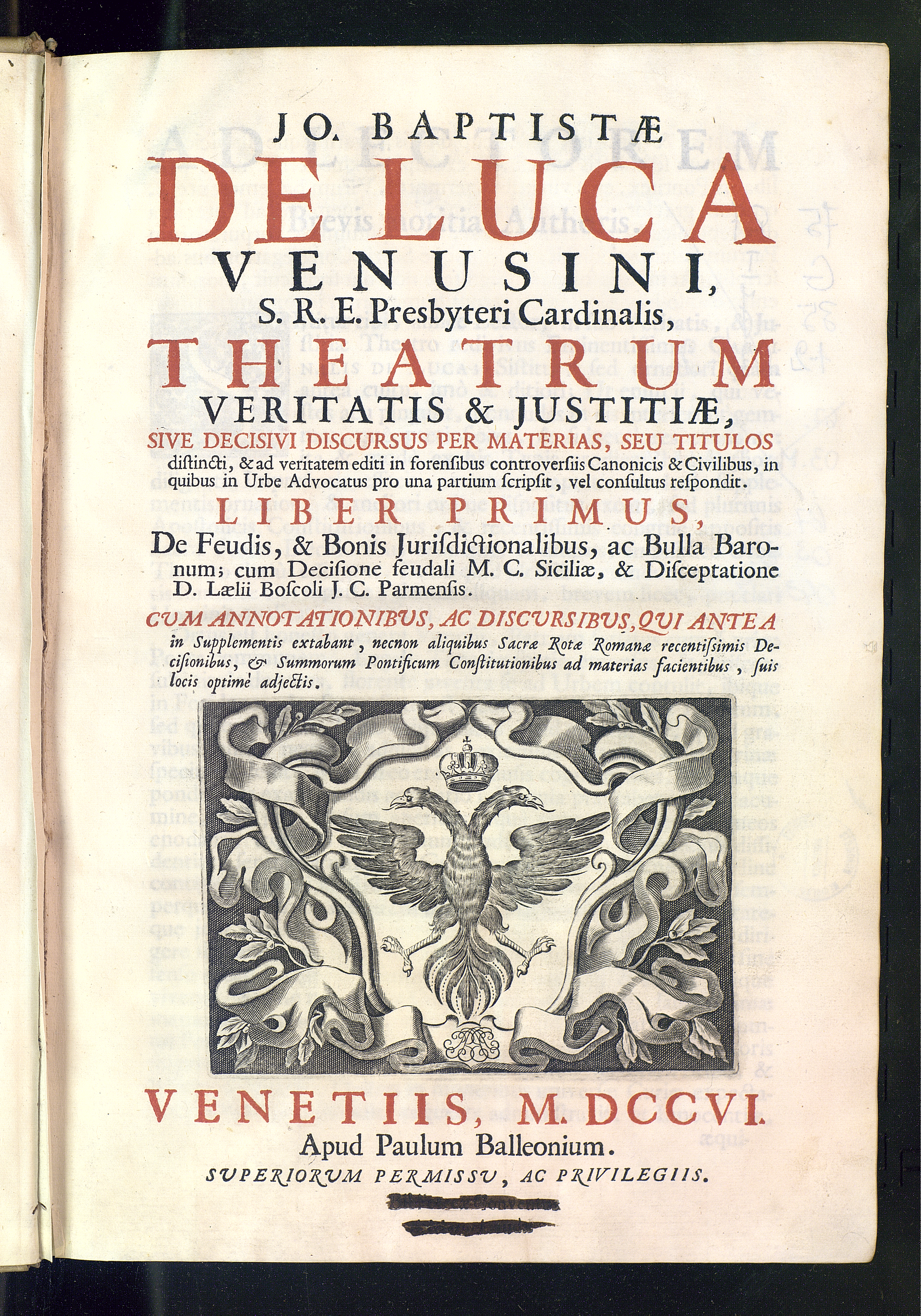
Theatrum veritatis et justitiae, 1706